# Selvaggio è il vento
Selvaggio è il vento (Wild Is the Wind) è un film del 1957 diretto da George Cukor.
Lo sceneggiatore Arnold Schulman disse che la scena nella quale Anna Magnani si rifiuta di brindare con l'acqua fu ispirata da un fatto realmente accaduto all'attrice a Roma.

## Trama
Gino, un rude allevatore di origini italiane che vive in Nevada, non si è mai ripreso dalla morte della moglie Rossana. Anni dopo, decide di risposarsi e sceglie Gioia,  la sorella minore della defunta, che vive ancora in Italia. Dopo averla sposata, la porta con sé nel suo ranch ma il loro matrimonio si rivela subito problematico. Gino, ancora intrappolato nei ricordi della moglie, fatica ad accettare la personalità di Gioia, così diversa da quella della sorella. Gioia, da parte sua, si trova spaesata in un ambiente estraneo ma è determinata a non vivere all’ombra del ricordo di Rossana.
Nel ranch convivono anche Alberto, il fratello di Gino, e Teresa, sua cognata, che accolgono Gioia con calore. Tuttavia, Gino si dimostra spesso autoritario e distante, accentuando la frustrazione di Gioia. Durante una gita con Pietro, il giovane pastore adottivo di Gino, Gioia si oppone con fermezza quando Gino tenta di abbattere un cavallo selvaggio. Questo gesto suscita l’ammirazione di Pietro, che comincia a provare per lei sentimenti profondi. Mentre Gino è impegnato nei suoi affari e si reca a Boston per visitare la figlia Angie, Gioia e Pietro si avvicinano sempre di più, fino a iniziare una relazione clandestina. Gioia, sentendosi trascurata e incompresa dal marito, trova nel giovane un conforto che Gino non riesce a darle. Ma al ritorno di Gino, la situazione esplode: l’uomo scopre la relazione tra i due, portando a un acceso scontro con Pietro che decide di lasciare il ranch, sopraffatto dal senso di colpa verso colui che lo ha cresciuto.
Gioia, ormai disillusa, pianifica di tornare in Italia ma un confronto con Alberto aiuta Gino a riflettere. Capisce di non aver mai dato a Gioia una vera opportunità di essere se stessa e di averla sempre paragonata alla defunta moglie. In un gesto di riconciliazione, raggiunge Gioia all’aeroporto e le chiede di restare. Gioia accetta e torna al ranch, decisa a dare al loro matrimonio una seconda possibilità.

## Riconoscimenti
- 1958 - Premio Oscar
  - Nomination Miglior attore protagonista a Anthony Quinn
  - Nomination Miglior attrice protagonista a Anna Magnani
  - Nomination Miglior colonna sonora a Dimitri Tiomkin e Ned Washington
- 1958 - Golden Globe
  - Nomination Miglior film drammatico a George Cukor
  - Nomination Miglior attrice in un film drammatico a Anna Magnani
- 1958 - British Academy Film Awards
  - Nomination Miglior attrice internazionale a Anna Magnani
- 1958 - David di Donatello
  - Miglior attrice protagonista a Anna Magnani
- 1958 - Festival internazionale del cinema di Berlino
  - Miglior interpretazione femminile a Anna Magnani
  - Nomination Orso d'oro a George Cukor